# Jean Louis Brigitte Espagne

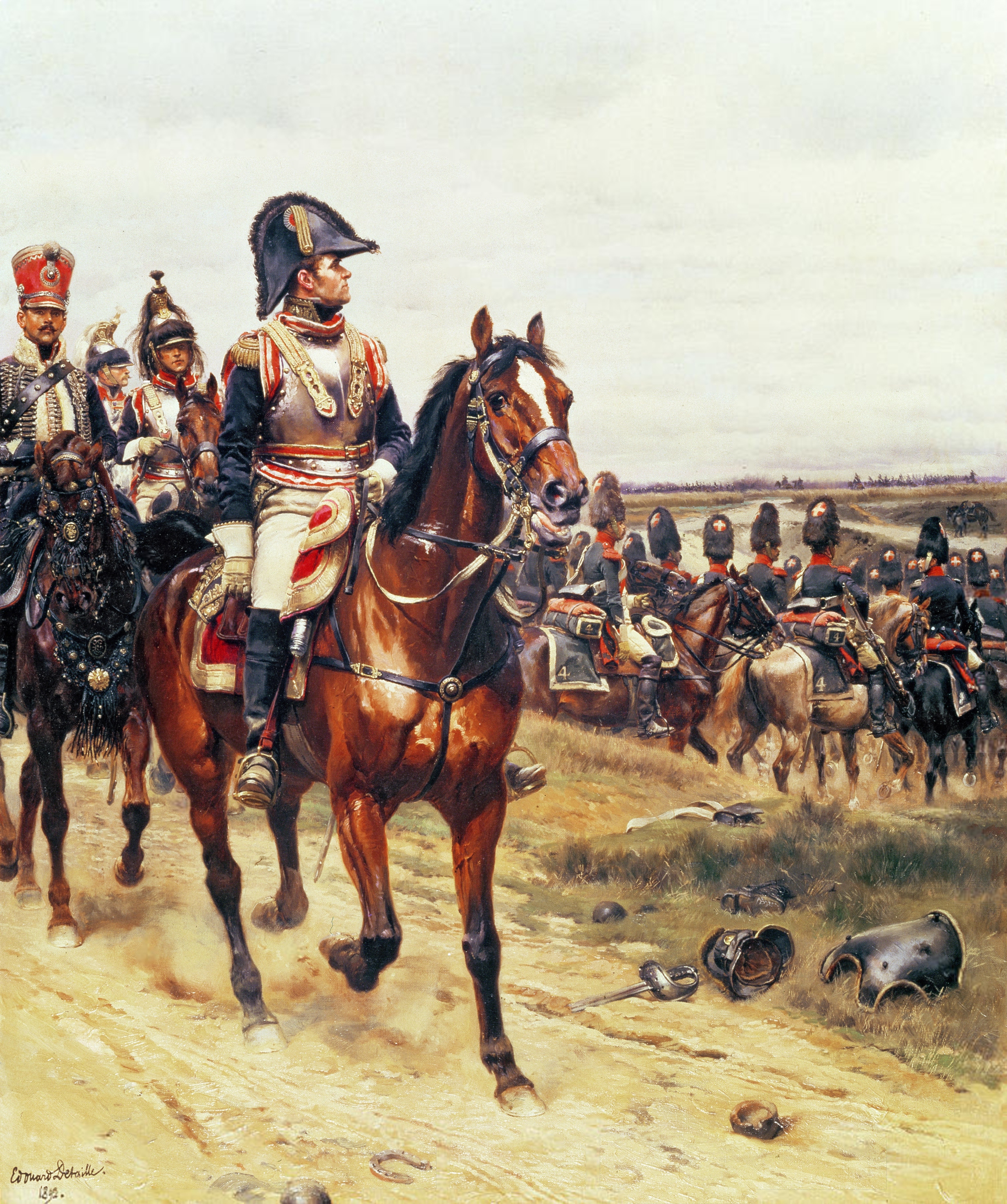
Le général Espagne dans son uniforme de cuirassier, Ölgemälde von Jean Baptiste Édouard Detaille

Jean Louis Brigitte Espagne (* 16. Februar 1769 in Auch, Département Gers; † 21. Mai 1809 in Lobau bei Wien) war ein französischer General der Kavallerie.

## Leben und Wirken
Espagne stammte aus einfachen Verhältnissen und ging mit achtzehn Jahren zum Militär. Am 6. Juli 1787 trat er als Freiwilliger in die königliche Armee ein und kam zu den Dragonern nach Verdun (Département Meuse). Er konnte sich bald schon auszeichnen und seine Karriere führte ihn vom Capitaine (2. September 1792), lieutenant-colonel (30. November 1793) zum général de brigade (10. Juli 1799).
Espagne heiratete in Paris Marie-Sophie Paroissien und hatte mit ihr zwei Söhne: Jean-Baptiste Paul (* 1795) und Jean-Brigitte Camille (* 1799).
Als Offizier stand Espagne u. a. unter den Kommandos der Generäle Nikolaus von Luckner, Jean-Baptiste-Donatien de Vimeur, comte de Rochambeau und Charles-François Dumouriez. Im Zweiten Koalitionskrieg nahm Espagne u. a. an den Kämpfen bei Stockach (25. März 1799), Meßkirch (4./5. Mai 1800), Höchstädt (19. Juni 1800) und Hohenlinden (3. Dezember 1800) teil.
Zu Beginn des dritten Koalitionskriegs 1805 wurde Espagne zum général de division befördert. In den Schlachten von Caldiero (29./31. Oktober 1805) und Hollabrunn bzw. Schöngrabern (16. November 1805) konnte er sich ebenfalls durch Mut und Tapferkeit auszeichnen.
Napoleon Bonaparte entsandte Espagne 1806 als Stabsoffizier zu Marschall André Masséna ins Königreich Neapel (→Parthenopäische Republik) und dieser wurde dort zu einem der wichtigsten Gegenspieler Fra Diavolos. Im Winter 1806/07 holte man ihn wieder zurück zur Grande Armée und beorderte ihn in den Stab von General François-Joseph Lefebvre. Mit einem eigenen Kommando nahm Espagne an der Belagerung von Danzig (März/Mai 1807) teil, half mit die Republik Danzig zu organisieren und wurde in der Schlacht bei Heilsberg (10. Juni 1807) verwundet.
Im fünften Koalitionskrieg kämpfte Espagne vor Ebelsberg (3. Mai 1809) und wurde in der Schlacht bei Aspern (21./22. Mai 1809) gleich zu Beginn der Kämpfe schwer verwundet. Man schaffte ihn in ein Feldlazarett in den Flussauen von Lobau, wo er noch am selben Tag seinen Verletzungen erlag.

## Ehrungen
- 11. Dezember 1803 Ritter der Ehrenlegion
- 14. Juni 1804 Kommandeur der Ehrenlegion
- 11. Juni 1807 Großoffizier der Ehrenlegion
- April 1808 comte de l’Émpire
- Der Bildhauer Charles Antoine Callamard (1769–1815) schuf für den Salon de Paris 1812 ein Reiterstandbild von General Espagnes, das 1816 im Musée de l’Armée (Hôtel des Invalides) aufgestellt wurde.

## Trivia
Der Maler Jean Baptiste Édouard Detaille schuf das Ölgemälde Le général Espagne dans son uniforme de cuirassier und der Schriftsteller Patrick Rambaud thematisierte in seinem Roman Die Schlacht u. a. das Sterben General Espagnes.